# Chemring Group
Die Chemring Group (CHG) ist ein börsennotierter britischer Produzent von militärischer Abwehrtechnik für den See-, Land- und Luftkampf. Das Hauptquartier ist in Fareham, UK. Die Firma wurde 1905 gegründet und verfügt über die Niederlassungen in Deutschland (Chemring Defence Germany GmbH, Bremerhaven) und Spanien.
Das Unternehmen ist an der Londoner Börse gelistet und Teil des FTSE 250 Index.

## Geschichte

### 20. Jahrhundert
Das Unternehmen, das heute als Chemring Group bekannt ist, wurde 1905 als The British, Foreign & Colonial Automatic Light Controlling Company Limited gegründet, so benannt nach seinem Hauptgeschäft, der Herstellung von Zeitschaltuhren für die Gasstraßenbeleuchtung. Diese Uhrwerke ersetzten allmählich die Notwendigkeit, menschliche Laternenanzünder zur manuellen Steuerung der Straßenbeleuchtung einzusetzen. Die Geräte des Unternehmens spielten eine wichtige Rolle bei der Umstellung der Straßenbeleuchtung im Vereinigten Königreich von Gas auf Elektrizität.
In den 1950er Jahren beschloss das Unternehmen, sich zu diversifizieren, und entwickelte ein eigenes Verfahren zur Herstellung von silberbeschichteten Nylonfäden für Beleuchtungszwecke. Das britische Wetteramt beschloss, diese Fäden zusammen mit leichten Radarreflektoren zu beschaffen; sie erleichterten die genaue Messung der Windgeschwindigkeit, wenn sie an speziell kalibrierten Ballons befestigt waren. Später stellte sich heraus, dass diese Fäden auch als Düppel für Radartäuschkörper verwendet werden konnten, an denen sowohl die schwedische Luftwaffe als auch das britische Verteidigungsministerium großes Interesse zeigten.
Im Jahr 1974 wurde das Unternehmen erstmals an der Londoner Börse notiert. Als Folge des Falklandkriegs von 1982 errichtete Chemring eine neue Fabrik zur Herstellung von Aluminium-Glas-Täuschkörpern, die auf den Schiffen der Royal Navy eingesetzt wurden, um der Bedrohung durch seegestützte Raketen entgegenzuwirken. 1986 erwarb Chemring das auf Pyrotechnik spezialisierte Unternehmen Pains Wessex, das inzwischen in Chemring Countermeasures Limited umbenannt wurde, und stieg damit in die Produktion von Infrarot-Täuschkörpern ein.
Der Golfkrieg von 1991 veranlasste Chemring, seine Produktion von Gegenmaßnahmen rasch zu erhöhen; diese wurden in großen Mengen an die von den USA geführten Koalitionsstreitkräfte geliefert. 1992 erwarb das Unternehmen seinen wichtigsten inländischen Konkurrenten, Haley & Weller, den es in Chemring Defence UK Limited umbenannte; dieser Kauf bedeutete, dass Chemring zum Hauptlieferanten für den Bedarf des Verteidigungsministeriums an Gegenmaßnahmen und militärischer Pyrotechnik geworden war.
1993 gründete Chemring eine Präsenz in den Vereinigten Staaten mit seiner ersten US-Akquisition, der Alloy Surfaces Company Inc, die maßgeschneiderte Täuschkörper aus speziellen Materialien herstellte.

### 21. Jahrhundert
Der nordamerikanische Markt nahm ab Beginn des 21. Jahrhunderts einen immer größeren Stellenwert im Portfolio des Unternehmens ein; 2001 erwarb Chemring die Kilgore Flares Company LLC, wodurch die Gruppe zum größten Anbieter von Täuschkörpern für das US-Verteidigungsministerium wurde. In diesem Zeitraum expandierte Chemring auch in Europa durch Übernahmen. Im November 2005 erwarb das Unternehmen die Comet GmbH, einem Unternehmen für Pyrotechnik-Apparatebau, die später in Chemring Defence Germany GmbH umbenannt wurde. Im Jahr 2006 erwarb die Chemring-Gruppe die in Poole ansässige BDL Systems für 9 Millionen Pfund.
Im Jahr 2007 erwarb das Unternehmen Simmel Difesa, einen Munitionslieferanten; im selben Jahr wurde auch Richmond Electronics & Engineering, ein auf Kampfmittelbeseitigung spezialisiertes Unternehmen, gekauft. 2008 folgte der Kauf von Scot, einem US-amerikanischen Spezialhersteller von Geräten für Flugzeugnotfallsysteme, Weltraumträgersysteme und Raketen; das Unternehmen wurde als natürliches Gegenstück zu Chemring Energetics UK, einer bestehenden Tochtergesellschaft, betrachtet. Eine weitere Akquisition in diesem Jahr war Martin Electronics, ein Hersteller von Munition und Zündern.
Im Jahr 2009 erwarb Chemring die Hi-Shear Technology Corporation, einen führenden US-Hersteller von technischen Lösungen für verschiedene US-Raumfahrt- und Verteidigungsprogramme. Im Jahr 2010 erwarb Chemring von Siemens für 55 Millionen Pfund Roke Manor Research, ein Zentrum für Forschung und Entwicklung in Hampshire, Großbritannien. Im Jahr 2010 hielt die Chemring Group Berichten zufolge rund 50 % des Weltmarkts für Täuschkörper, wobei ihr Marktanteil in den vorangegangenen zehn Jahren erheblich gewachsen war; laut der Branchenpublikation Flight International war ein Großteil des jüngsten Wachstums des Unternehmens allein auf den expandierenden Sektor für Täuschkörper zurückzuführen.
Im Jahr 2011 erwarb das Unternehmen den Geschäftsbereich Detection Systems und bestimmte damit zusammenhängende Vermögenswerte von General Dynamics Armament and Technical Products, einer Tochtergesellschaft der General Dynamics Corporation; diese Einheit firmiert seitdem als Chemring Detection Systems Inc. und ist in den USA führend im Bereich der Detektion chemischer und biologischer Bedrohungen und verfügt über fortschrittliche Fähigkeiten bei der Detektion improvisierter Sprengsätze. Im Jahr 2012 veräußerte Chemring seine Marinebeteiligungen, Chemring Marine, an Drew Marine.
Im Mai 2014 erwarb Chemring 3d-Radar AS, eine norwegische Tochtergesellschaft von Curtiss-Wright, für 3 Millionen US-Dollar; das Unternehmen wurde im Laufe des Jahres 2018 weiterverkauft. Im Jahr 2016 erwarb Chemring die wichtigsten Vermögenswerte und Technologien von Wallop Defence Systems, einer britischen Tochtergesellschaft von Esterline, und stärkte damit sein Portfolio an Luftabwehrsystemen.

## Produkte
Die Chemring-Gruppe ist in vier Marktsegmenten tätig:
- Täuschkörper – Schutz von Flugzeugen, Schiffen und Landplattformen gegen Bedrohungen durch Lenkflugkörper
- Sensorik & Elektronik – Ausrüstung zum Aufspüren und Deaktivieren von versteckten IEDs (improvisierten Sprengsätzen), nicht explodierten Sprengkörpern, elektronischer Kriegsführung sowie chemischen und biologischen Bedrohungen
- Pyrotechnik & Munition – Produkte für den Einsatz bei Marine, Heer und Luftwaffe. Die Firma stellt u. a. Leuchtspurmunition für viele Armeen der Welt her.
- Energetische Systeme – Treibstoffe, Sprengstoffe, Raketen- und Munitionskomponenten, Triebwerke, Zünder und andere Komponenten für den Raumfahrtsektor